# Black Beauty (Fernsehserie)
Black Beauty ist eine von 1972 bis 1974 gedrehte britische Abenteuerserie, die in groben Zügen auf dem Roman Black Beauty (original: Black Beauty – The Autobiography of a Horse) der britischen Schriftstellerin Anna Sewell beruht. Mit diesem ihrem einzigen Werk wollte sie auf das Schicksal von Gebrauchspferden im England des 19. Jahrhunderts aufmerksam machen. Die Fernsehserie besteht aus 52 Folgen à 25 Minuten in zwei Staffeln. In Deutschland wurden die ersten 26 Folgen ab September 1974 in der ARD, die zweite Staffel im ZDF ausgestrahlt.

## Handlung
Der schwarze Hengst Black Beauty gehört zum Haushalt des verwitweten viktorianischen Landarztes Dr. James Gordon, nachdem dessen Kinder Vicky und Kevin es krank in einem nahen Wald gefunden und gesund gepflegt haben. In diesen ersten 26 Folgen ist neben Black Beauty Vicky die Heldin, die mit ihrem tierischen Freund so manches Abenteuer und gefährliche Situationen meistern muss.
Ab 1973 wurde dann mit Beginn der zweiten Staffel aus Vicky Gordon plötzlich Jenny Gordon. Grund dafür war der Umstand, dass Judi Bowker mit dem Hauptdarsteller, dem Pferd, nicht zurechtkam und die daraus resultierenden Schwierigkeiten zu einem Hindernis für die Dreharbeiten wurden. Daher wurde Bowker gegen Dorning ausgetauscht. Drehort der Serie war die Stockers Farm im Londoner Vorort Rickmansworth.

## DVD-Veröffentlichung
Die Serie wurde erstmals am 2. Juli 2007 im Rahmen der DVD-Serie TV Kult in Deutschland auf DVD veröffentlicht. Die erste DVD-Ausgabe beginnt mit Folge 27 der Serie, in der Stacy Dorning die weibliche Hauptrolle übernahm, während die ursprünglich erste Folge mit Judi Bowker in der siebten DVD-Box zu finden ist.

## Fortsetzung
Von 1990 bis 1991 wurden in England und Neuseeland 26 weitere Episoden unter dem Titel The New Adventures of Black Beauty (Neue Abenteuer mit Black Beauty) produziert. Jenny, inzwischen erwachsen und ebenfalls Tierärztin, führt mit ihrem Vater, Dr. Gordon, eine Farm auf dem Land. Jenny besitzt einen neuen Hengst, den sie aus Erinnerung an ihren früheren Begleiter ebenfalls Black Beauty genannt hat. Auf der Farm wohnen außerdem der deutsche Auswanderer Manfred Grünwald und die junge Vicky Denning.
Von 1991 bis 1992 entstanden in Australien weitere 26 Folgen als Fortsetzung von The New Adventures of Black Beauty, die in Deutsch als Black Beauty in Australien ausgestrahlt wurden. Darin wird die elternlose Bella an der Küste von Australien nach einem Schiffsuntergang zunächst von einem schwarzen Hengst gerettet und erlebt danach noch weitere Abenteuer mit ihm.

## Weitere Verfilmungen
Schon vor Erscheinen der Serie hatte es einige Kinostreifen gegeben: 1921 drehten die Hollywoodregisseure David Smith und Edward H. Griffith jeweils einen Stummfilm nach der Romanvorlage, 1933 folgte ein Tonfilm von Phil Rosen, und 1946 kam Max Nossecks Version in die Kinos, die nicht zuletzt wegen der Musik von Dimitri Tiomkin von vielen als die gelungenste Interpretation der Romanvorlage angesehen wird. James Hill verfilmte das Thema Anfang der 1970er-Jahre unter anderem mit Mark Lester, Uschi Glas und Walter Slezak, das 1971 mit dem Titel „Black Beauty – Auf der Suche nach dem Glück“ in die deutschen Kinos kam. 1978 entstand eine fünfteilige Miniserie, in welchem die Handlung allerdings nach Maryland, USA, verlegt wurde.